# Euryplocia salomonum
Euryplocia salomonum là một loài bọ cánh cứng trong họ Cerambycidae.